# Kanton Illzach
Illzach is een voormalig kanton van het Franse departement Haut-Rhin. Het kanton maakte deel uit van het arrondissement Mulhouse tot het op 22 maart 2015 werd opgeheven. Hierbij werd Ruelisheim overgeheveld naar het kanton Wittenheim, Illzach werd opgenomen in het op die dag gevormde kanton Mulhouse-3 en de overige gemeenten in het eveneens op die dag gevormde kanton Rixheim.

## Gemeenten
Het kanton Illzach omvatte de volgende gemeenten:
- Baldersheim
- Bantzenheim
- Battenheim
- Chalampé
- Hombourg
- Illzach (hoofdplaats)
- Niffer
- Ottmarsheim
- Petit-Landau
- Ruelisheim
- Sausheim